# Џулија Грант
Џулија Богс Грант (рођена Дент; 26. јануар 1826 – 14. децембар 1902) је била Прва дама Сједињених Америчких Држава (1869–1877), као супруга америчког председника Јулисиса Гранта.

## Младост и образовање
Џулија Богс Дент је рођена 26. јануара 1826. године на плантажи Вајт Хевен западно од Сент Луиса у држави Мисури. Њени родитељи били су Фредерик и Елен Вреншал Дент, плантажери и трговци. Фредерик је поробио тридесетак Африканаца и одбио да размори њихово ослобађање на моралној основи, чинећи то само када је био приморан законом еманципације. Џулија је била блиско повезана са генералом Конфедерације, Џејмсом Лонгстритом. Џулија је била пето од осморо деце. У својим мемоарима, Џулија је описала детињство као "једно дуго лето сунчања, цвећа и осмеха...".
Око 1831−1836. године Џулија је кренула у Гравоа школу, малу школу у Сент Луису. Од 10. до 17. године Џулија је са ћеркама других имућних родитеља похађала интернат Мис Маврос у Сент Луису.  Током радне недеље живела је интернату, док се викендом враћала кући у Вајт Хевен. Породица Дент је била веома друштвена, те су је често посећивали припадници елите из Синсинатија, Луисвила и Питсбурга. Вилијам Кларк и политичар Александар МакНир били су им породични пријатељи. У младости, Џулија је била вешт пијаниста, спретна јахачица и страсна читатељица романа.

## Страбизам
Џулија је рођена са страбизмом (познатијим као "укрштене очи") због којих јој очи никада нису биле уперене у истом правцу. Када је била млада, један од најбољих хирурга у земљи је понудио да изведе једноставну операцију која би их поправила. Џулија је, међутим, одбила да се оперише. Након што је њен супруг постао председник, Џулија је поново размишљала о операцији. Записала је: "Никада нисам имала храбрости да пристанем, али сада када је мој муж постао толико познат, заиста сам мислила да је потребно да покушам да изгледам што је боље могуће". Јулисис је приговарао "Нисам ли те видео и заљубио се у тебе са истим таквим очима? Свиђају ми се такве какве јесу, а сада упамти, не смеш их дирати. Оне су моје и да ти кажем, госпођо Грант, боље је да не правиш експерименте. Можда те не препознам са другачијим очима".

## Веридба и удаја за Гранта
Док је био студент на Вест Поинт Академији, Фред Дент је писао својој сестри Џулији како је импресиониран колегом Јулисис Грантом и како жели да га и она упозна. Године 1844. Грант је почео да посећује породицу Дент. У једном тренутку, породици је угинуо канаринац, а Јулисис је направио мали жути ковчег и позвао осморицу колега на погребну службу. Априла исте године Јулисис је замолио Џулију да стави његов прстен, као знак наклоности. Осамнаестогодишњој Џулији се свидео Грант. Гранта је војска распоредила у Лујзијану, припремајући га за Мексички рат. Узнемирена због њиховог раздвајања, Џулија је сањала сан, кога је детаљно описала неколицини људи, да ће се Грант вратити у року од неколико дана, носећи цивилну одећу и изјавивши да намерава остати недељу дана. Упркос малој вероватноћи да се сан испуни, Јулисис се вратио баш онако како је Џулија предвидела. Њих двоје су се верили.
Јула 1848. године, након што су били раздвојени четири године, Грантов пук се вратио у Сједињене Државе, а он је узео допуст како би могао организовати венчање у Сент Луису. Грантов отац, Џес Грант, одбио је присуствовати венчању, које је одржано 22. августа 1848. године, због робова које је држала Џулијина породица.

## Рани брачни живот
Након што су се Грантови венчали, Јулисис се вратио у војску. Џулија је родила Фредерика Гранта 1850. године и Јулисис Симпсон Грант 1852. године, док је њен супруг богавио на Западној обали неколико година. Незадовољан што је толико удаљен од своје породице, Јулисис је 1854. године дао отказ у војсци и преселио се на малу фарму под називом Хардскрабл у Сент Луису. У једном тренутку купио је роба од Џулијиног брата Фреда, његовог старог цимера из Вест Поинта. Ипак, када је био у дуговима и једва обезбеђивао храну за своју породицу, Грант се појавио на суду 20. марта 1859. године и ослободио свог роба, уместо да га прода.
Јулисис се разболео од маларије, те није био у стању водити своју фарму. Породица се преселила на посед Џулијиних родитеља у Вајт Хевен. Када се опоравио, Јулисис је ушао у нови посао. Почео је да прикупља станарине за фирму за продају некретнина у Сент Луису, али није могао зарадити довољно новца на том послу. До 1860. године Грант није био у могућности да прехрану породицу, те је молио свог оца за помоћ. Нудили су му посао у породичној кожарској фирми, радећи са своја два млађа брата. Зарађујући 600 долара годишње, Грант је преселио своју породицу у Илиноис.

## Грађански рат
На почетку Америчког грађанског рата, Јулисис је помагао у организовању добровољаца у свом крају. Убрзо је преузео контролу над трупама Илиноиса. Унапређен је у бригадног генерала, а затим у мајора-генерала. Усамљен без супруге, Јулисис ју је позвао себи. Децу је Џулија оставила код родбине и током грађанског рата боравила је са Јулисисом у Мемфису, Виксбургу, Нешвилу и Вирџинији. Џулија је за четири године прешла више од 10.000 миља, како би била са супругом. У једном тренутку, она је живела у Валтер Плејсу и дворцу Антебел у Холи Спрингсу, Мисисипи. Када је генерал Конфедерације Ерл Ван Дорн извршио претрес куће, власник му није дозволио да уђе пре него што се Џулија извукла. Џулијино присуство подигло је расположење њеног супруга и ојачало његово самопоуздање. Године 1864, када је Абрахам Линколн именовао Гранта командантом војске Уније, председник је послао Џулију да се придружи свом супругу, свестан позитивног ефекта које је њено присуство имало на Гранта.

## Деца
Јулисис и Џулија имали су четворо деце, тројицу синова и ћерку:
- Фредерик Дент Грант (1850−1912), војник и јавни функционер.
- Јулисис Симпсон Грант, познат под надимком "Бук" (18521929), адвокат.
- Елен Вреншал Грант, позната под надимком "Нели" (1855−1922), домаћица.
- Џес Рут Грант (1858−1934), инжењер.

## Прва дама
Џулија је била одушевљена номинацијом свог супруга за председника Сједињених Америчких Држава 1868. године. Са одушевљењем је приступила председничкој кампањи. Била је битна фигура у кампањи свога супруга толико да би се председник на инаугурацији Јулисис Грант окренуо супрузи и рекао: "А сада, драга моја, надам се да си задовољна". Након четворогодишњег рата, Вашингтон је био спреман за мало лежерности, за шта се Џулија побринула. Понудила је читав низ друштвених догађаја и постала веома популарна домаћица Беле куће. Планирала је раскошне државне вечере на којима су гости уживали у скупим винима и другим алкохолним пићима. Организовала је и друге неформалне пријеме, све док су даме носиле капе, а мушкарци остављали оружје код куће. Иако је Џулија за своје прославе трошила много новца, није нападана толико као њена претходница, Мери Тод Линколн.
Џулија је радила на подизању угледа Прве даме. Веровала је да тај положај треба да има исто достојанство и почасти које уживају супруге других страних вођа, а била је фрустрирана тиме што та функција није била јавно призната. Као прва дама, Џулија је преседавала поподневним пријемима у уторак за ширу јавност. Једини њен захтев био је, како је већ речено, да они који долазе на пријем оставе своје оружје код куће. Даме су морале носити капе.
Дана 21. маја 1874. године Џулијина најстарија ћерка Нели Грант удала се за Алжернона Чарлса Фредерика Сарториса (1. август 1851 − 3. фебруар 1893), богатог енглеског певача, сина Аделаиде Кембле и нећака познате глумице Фани Кембле. Било је то прво велико венчање у Белој кући, а Источна соба је у потпуности преуређена за ту прилику. Три лустера Ендруа Џексона замерена су много сјајнијим француским моделима, који су били израђени од хиљада стаклених комада прекривених никлованим оквиром и смрзнутим стаклом.
Џулија је била веома разочарана када је њен супруг одбио 1875. године да се кандидује за трећи мандат. Када су председнички избори 1876. године између Радерфорда Хејза и Семјуела Тилдена окончати спором, Џулија је у томе видела прилику да продужи свој боравак у Белој кући. Мислила је да би њен муж требао остати председник док се спор не реши. Јулисис Грант се није сложио, а када је Конгрес решио сукоб у корист Хејза, Џулија је морала да напусти Белу кућу. Џулија је била прва дама снимљена на филмској траци.
Џулија је била непоколебљиви браничац женских права и одбијала је да прихвати шале на рачун жена које су се причале у њеној близини. Презирала је оне који су доводили у питање способност или равноправност жена. Ипак, иако је веровала у способност жена, није била сигурна у то да би жене требале да раде, нити је јавно подржавала бирачко право жена, иако је одбила да потпише молбу против изборног права.

## Погледи на расизам
Џулија је одрастала на плантажи са робовима. Као млада жена имала је своју робињу "Блек Џула". Није јасно да ли је Џул икада легално припадала Џулији. Историчари и даље расправљају да ли је Џулијин отац задржао законско власништво над четири роба која је његова ћерка тврдила да има. Џулијин отац инсистирао је да робови остану код њега, док су Грантови живели на Северу, страхујући да ће побећи. Џул је путовала са Џулијом Грант током читавог грађанског рата. Јануара 1862. године Абрахам Линколн је добио анонимно писмо из Каира, које је приказивало Гранта како пије своје пиће са супругом и робом. Линколн, међутим, није ништа подузео. У својим мемоарима, Џулија је написала како је током рата често посећивала генерала водећи Џула са собом као медицинску сестру. Због тога је замало била лишена слободе у Холи Спрингсу.
Џулија је забележила да су јој робови Елза, Дан, Џул и Џон припадали све до времена проглашења еманципације председника Линколна, који је мисуријске робове изузео од еманципације. Џул је и након тога наставила да служи Јулију. Јануара 1864. године Џул, Џулија и Џулијин млађи син Џес напустили су Нешвил и преселили се у Сент Луис. На путу је Џул напустила своју бившу господарицу. Касније се Џулија присећала овог догађаја: "Претпостављам да се плашила да не изгуби слободу ако се врати у Мисури". Према Џулији, Џул се удала убрзо након тога.
Изгледа да је Џулија веровала да црнци нису у потпуности једнаки са белцима, али је одбила давати било какву подршку белим господарима, укључујући и свог брата Луиса Дента. Снажно је охрабривала црнце особља Беле куће да купе поседе у Дистрикту, док су они још увек били јефтини, како би осигурали своју будућност. Такође је поздрављала све оне који су правилно обучени, без обзира на расу, који су присуствовали њеним пријемима. Црнци се на пријеме нису одазивали.

## Каснији живот
Џулија и Јулисис путовали су на двогодишњој светској турнеји по Европи, Африци и Азији. Наставили су да живе у Њујорку и уживали су у пензији. Међутим, сав свој новац изгубили су у неразумној инвестицији, те је њихова породица живела у сиромаштву. Убрзо након тога, Јулисис је добио рак грла, од чега је и умро 1885. године. Током последњих дана, Грант је довршио своје личне мемоаре, који су обезбедили Џулији и њеној деци финансијску сигурност.
Као удовица, Џулија је живела у Вашингтону, где је написала своје мемоаре. Она је била прва Прва дама која је написала мемоаре, иако није успела да нађе издавача. Била је мртва скоро 75 година, када су јој мемоари објављени 1975. године. Присуствовала је 1897. године подизању Грантове монументалне гробнице са погледом на реку Хадсон у Њујорку. Њено тело је положено поред тела супруга. Своје мемоаре довршила је речима: "Светло моје старе славе и даље сеже до мене, пада на мене и греје ме".
Док је живела у Вашингтону, Џулија је, попут Доли Медисон, глумила лик "краљице мајке". Спријатељила се са каснијим Првим дамама Френсис Кливленд, Каролином Харисон и Едит Рузвелт.  Умрла је 14. децембра 1902. године. Сахрањена је поред свога мужа у Грантовој гробници у Њујорку.